# Cicindela decemnotata
Cicindela decemnotata este o specie de insecte coleoptere descrisă de Thomas Say în anul 1817. Cicindela decemnotata face parte din genul Cicindela, familia Carabidae. Această specie nu are alte subspecii cunoscute.